# Hozat
Hozat est une ville et un district de la province de Tunceli dans la région de l'Anatolie orientale en Turquie.

## Géographie
Le district de Hozat est bordé au nord par des montagnes de 2500 m environ : Yılan Dağı et Sarı Saltık. Il compte 8 209 habitants dont 6 152 pour la ville (2011). Celle-ci est divisée en 4 quartiers (mahalle) : Fikripaşa, Hamidiye, Köprübaşı et Yenimahalle. Le district compte 30 villages (köy) et 118 hameaux (mezra). La plupart des habitants parlent le kurde zazaki ou kurmandji.

## Histoire
Sous l'Empire byzantin, la localité est connue sous le nom de Chozanon.
Au XIXe siècle, Hozat était la capitale du sandjak de Dersim. Avant le génocide arménien de 1915, cette bourgade comptait 1 000 habitants dont 350 Arméniens qui furent tous exécutés ou déportés. En 1938, le chef-lieu de la province a été déplacé à Tunceli (Dersim).